# Inezia subflava
Inezia subflava е вид птица от семейство Tyrannidae.

## Разпространение
Видът е разпространен в Боливия, Бразилия, Венецуела и Колумбия.